# Steinreihen in Schottland

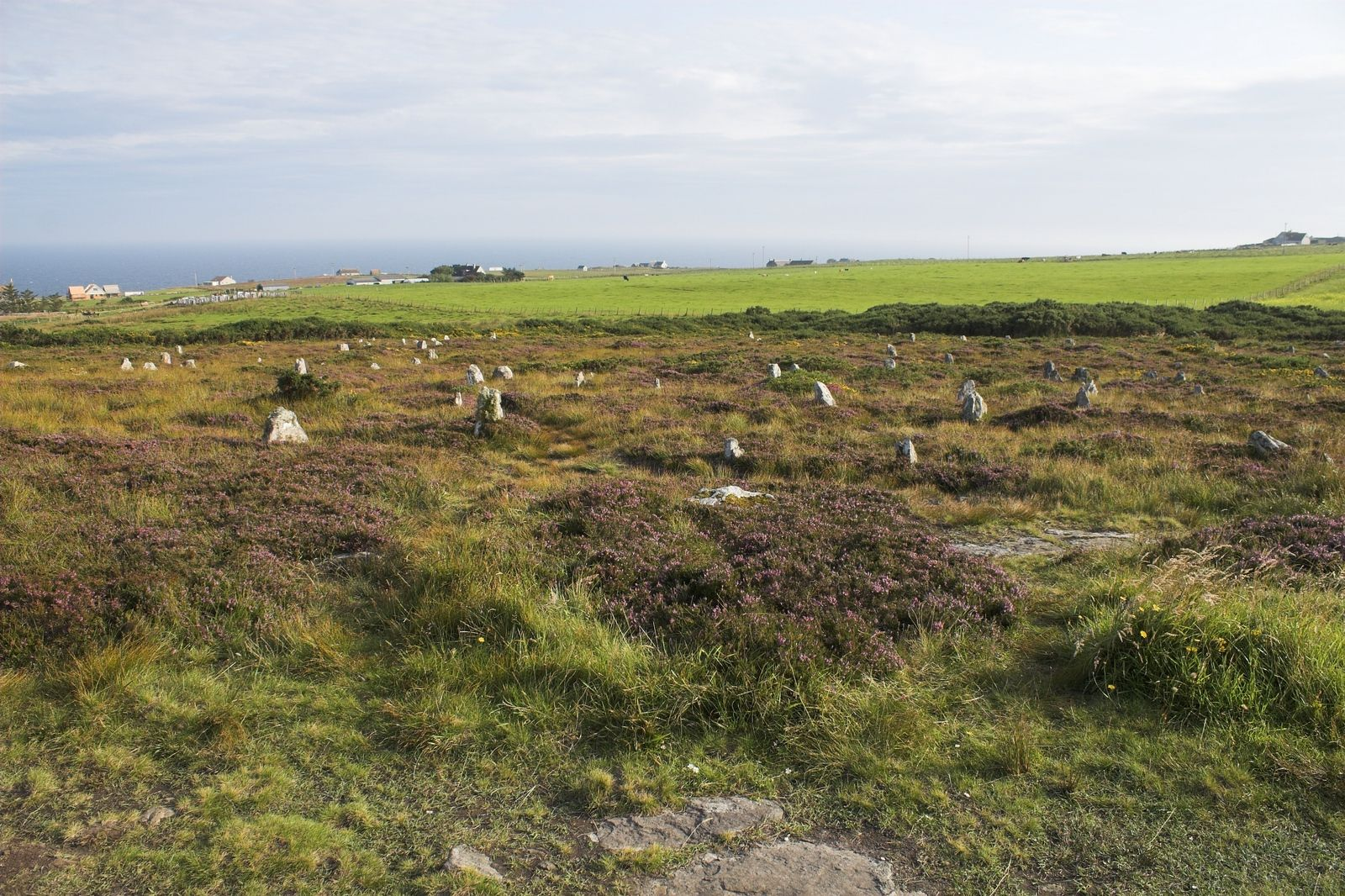
Hill o’ Many Stanes Blick nach Süden

Die multiplen Steinreihen in Schottland gehören zu den rätselhaften Denkmälern der Vorgeschichte der Britischen Inseln, obwohl Hunderte in Großbritannien, Irland (Eightercua) und insbesondere in der Bretagne (Le Menec) festgestellt wurden. Die Archäologen beschäftigten sich lange primär mit ihrem Vermessen. So blieben ihr Alter und ihre Funktion unklar.

## Beschreibung
Innerhalb der Steinreihen nehmen die seltenen multiplen eine Sonderstellung ein. Diese finden sich in Cornwall (Buttern Hill) oder Battle Moss, Groat’s Loch und Tormsdale in Schottland sowie Ballochroy in Nord-Wales (Gwytherin) und bestehen manchmal aus Hunderten kleiner Steine, die nicht den Charakter von Menhiren besitzen und in vier oder mehr Reihen angeordnet sind. Die meisten sind mit bronzezeitlichen Stätten vergesellschaftet. 
Mit etwa 20 multiplen Steinreihen liegt die größte britische Konzentration in Caithness und im Norden von Sutherland. Die bekannteste ist der Hill o’ Many Stanes. Sie bestehen typischerweise aus sechs oder mehr Reihen, die strahlenförmig von einem Punkt ausgehen. Einige bestehen aus parallelen Reihen, wie sie für das Dartmoor typisch sind. Viele Reihen waren Gegenstand von Untersuchungen. Ihre angebliche Rolle als „Moon Extrapolation Sites“ entstand in den 1960er Jahren durch Alexander Thom und blieb lange unangefochten. 
Eine Untersuchung der multiplen Steinreihen Schottlands mit dem Ziel einer archäologischen Erklärung für ihre Rolle, Datierung und Entwicklung erfolgte zwischen 2003 und 2007. Das Projekt wurde von Kenneth Brophy, Andrew Baines und Amelia Pannett durchgeführt, die gemeinsam eine Monographie mit dem Titel „Megalith-Overkill: multiple stone rows of Caithness and Sutherland“ verfassten. Ihre Ausgrabungen und geophysikalische Untersuchung im Battle Moss betrafen die dortigen acht etwa 40 m langen Steinreihen und einen bisher unbekannten 50 m entfernten Cairn mit einer Steinkiste im Norden der Reihen. 
Obwohl das Projekt nicht das Datum der Moss-Reihen ermitteln konnte, war signifikant, dass sich die Monumente während der Bronzezeit entwickelten. Die Erforschung des mehrphasigen Cairns im Battle Moss (Loch of Yarrows) mit seiner akkuraten Keramikindustrie hat ein neues Verständnis der Bronzezeit in Caithness erbracht.
Eines der Geheimnisse der bemerkenswert ähnlichen multiplen Steinreihen bleibt, warum sie in solch isolierten und weit entfernten Orten wie Dartmoor und Caithness vorkommen.
Die Menhire der Isle of Mull sind insofern einzigartig für Schottland als sie oft in kurzen Reihen (Baliscate, Dervaig C, Kilmore, Maol Mor, Quinish) von drei bis fünf Steine angeordnet sind.

## Datierung
Die 2004 entdeckte Steinreihe am Cut Hill im nördlichen Dartmoor in Devon in England ist die erste, die datiert werden konnte. Der Torf unter Stein 1 wurde mit der Radiokarbonmethode auf kalibriert 3700–3540 v. Chr. datiert, der Torf darüber auf kalibriert 2476–2245 v. Chr.